# David Hürten
David Hürten (* 3. August 1995 in Köln) ist ein deutscher Schauspieler.

## Biografie
Hürten wurde 1995 in Köln geboren. Seine Schauspielkarriere begann er mit der TV-Serie Maddin in Love. Mit der Rolle des Frank in der Filmreihe Vorstadtkrokodile wurde er ab 2009 einem größeren Publikum bekannt. Er lebt in Köln.

## Filmografie
Kinofilme
- 2009:	Vorstadtkrokodile
- 2010: Vorstadtkrokodile 2
- 2011:	Vorstadtkrokodile 3
- 2012:	Das Mädchen ohne Hände
- 2013: Die schwarzen Brüder
- 2013:	Von glücklichen Schafen
- 2013: Mongobabe
- 2015: Toro

Fernsehen
- 2007: Maddin in Love
- 2012: Der Staatsanwalt: Die lieben Nachbarn
- 2012: Der letzte Bulle – Die, die vergeben können
- 2012: Ein Fall für die Anrheiner – o Feuer und Flamme
- 2013: Heldt – Backe Backe Brötchen
- 2013, 2022: SOKO Köln – Vatertag, Der schöne Richard
- 2013: Tatort – Eine andere Welt
- 2013: Nichts mehr wie vorher
- 2014: SOKO Leipzig: Dumm gelaufen
- 2014: Der letzte Bulle – Es bleibt in der Familie
- 2014: Der Lehrer als Paul
- 2015: Marie Brand und der schöne Schein
- 2016: Comedy Rocket
- 2017: Tod einer Kadettin
- 2017: Tatort – Sturm
- 2018: Die Hälfte der Welt gehört uns – Als Frauen das Wahlrecht erkämpften (Dokudrama)
- 2020: SOKO München: Die Hebamme
- 2021: Die Bestatterin – Die unbekannte Tote (Fernsehreihe)
- 2021: Klara Sonntag – Kleine Fische, große Fische
- 2021: Ein Mädchen wird vermisst (Fernsehfilm)
- 2021: Merz gegen Merz: Glückskekse
- 2021: Das Weiße Haus am Rhein (Fernsehfilm)
- 2022: Horst Lichter – Keine Zeit für Arschlöcher (Fernsehfilm)
- 2022: Bettys Diagnose: Unerwartet
- 2022: WaPo Bodensee: Paleo Girl
- 2022:  Alice
- 2023: In aller Freundschaft – Die jungen Ärzte: Hoher Preis
- 2024: Merz gegen Merz – Geheimnisse (Fernsehfilm)

Netflix
- 2021: Blood Red Sky